# Hercegkút
Hercegkút es un pueblo ubicado en el distrito de Sárospatak, en el condado de Borsod-Abaúj-Zemplén, Hungría.

## Superficie
Posee una superficie de 7,810 kilómetros cuadrados.

## Demografía
Hasta 2019 la población era de 637 habitantes, con una densidad de población de 81,56 habitantes por kilómetro cuadrado.